# Webbstandard
Webbstandard är en term för att beskriva standarder och tekniska specifikationer för webben. På senare år har termen använts allt oftare för att understryka behovet av gemensamma standarder och tillvägagångssätt vid konstruktion av webbplatser och filosofin bakom en öppen och semantisk webb.
Det finns flera standarder som inte bara fokuserar på webben utan mer generellt på tekniken bakom hela internet eller specifik utveckling av webbplatser och webbtjänster. Förespråkare för webbstandard brukar betona begreppet i diskussioner om tillgänglighet och användbarhet.
Generellt sett definieras webbstandard av:
- Rekommendationer av World Wide Web Consortium (W3C), bland andra HTML, XHTML XML, CSS och DOM.
- Standarddokument för internet (STD) publicerade av Internet Engineering Task Force (IETF)
- Request for Comments-dokument (RFC) av Internet Engineering Task Force
- Standarder definierade av International Organization for Standardization (ISO)
- Standarder för JavaScript/Ecmascript definierade av Ecma International
- Unicode och Unicode Technical Reports (UTR) publicerade av Unicode Consortium
- Nummerregister underhållna av Internet Assigned Numbers Authority (IANA)